# Prunella fagani
El acentor del Yemen (Prunella fagani) es una especie de ave paseriforme de la familia Prunellidae. Es endémica de las montañas occidentales de Yemen. No se reconocen subespecies.